# Iona (hudební skupina)
Iona byla skupina pocházející ze Spojeného království, hrající progresivní Keltský rock, založená koncem 80. let sólovou zpěvačkou Joanne Hogg a multi-instrumentalisty Dave Fitzgeraldem a Dave Bainbridgem. Později se připojil Troy Donockley, který hraje na irské dudy, irskou píšťalu a další nástroje.

## Historie
Skupina vydala své první stejnojmenné album v roce 1990, kdy zakládající členy doplnili Terl Bryant bicí nástroje, Nick Beggs baskytara (dříve baskytarista skupiny Kajagoogoo), Fiona Davidson keltská harfa, Peter Whitfield strunné nástroje a perkusionista Frank van Essen. První album Iona se zaměřilo na historii ostrova Iona (ostrov), podle kterého se skupina dostala své jméno.
Skupina Iona v roce 1992 vydala album The Book of Kells koncepční album, jehož několik skladeb inspirovala Kniha z Kellsu. Po odchodu Franka van Essena, převzal bicí nástroje a perkusy Terl Bryant. Toho samého roku opustil skupinu Fitzgerald, který chtěl získat vysokoškolské hudební vzdělání. Třetí album Beyond These Shores, vydala skupina v roce 1993 a vystoupil na něm jako host Robert Fripp.

## Poslední členové
- Joanne Hogg – zpěv, klávesy, akustická kytara
- Dave Bainbridge – sólová kytara
- Martin Nolan – dudy, píšťaly, flétny
- Phil Barker – baskytara
- Frank van Essen – bicí, perkusy, housle

## Diskografie

### Studiová alba
- Iona (1990)
- The Book of Kells (1992)
- Beyond These Shores (1993)
- Journey into the Morn (1996)
- Open Sky (2000)
- The Circling Hour (2006)
- Another Realm (2011)

### Koncertní alba
- Heaven's Bright Sun (1997)
- Woven Cord (1999 - s All Souls Orchestra)
- Live in London (2008)
- Edge of the World: Live in Europe (2013)

### Box sety
- The River Flows: Anthology (2002 - 4-CD box-set)

### Ostatní spolupráce
- Různí umělci - Songs for Luca (2003)
- Různí umělci - Songs for Luca 2 (2007)

## Videografie
- Iona, DVD (2004)
- Live in London, DVD (2006)